# Быки (Витебская область)
Быки (бел. Быкі́) — деревня в Городокском районе Витебской области Белоруссии. Входит в состав Бычихинского сельсовета.

## География
Находится примерно в 1 км к востоку от более крупной деревни Бычиха.

## Население
- 1999 год — 185 человек
- 2009 год — 153 человек[4]
- 2019 год — 167 человек[1]

## Достопримечательность
- Памятник Герою Советского Союза И. Н. Антонову[5].
- Памятник Герою Советского Союза Н. М. Рудыку[6], севернее д. Быки.